# Ameropterus gallardoi
Ameropterus gallardoi är en insektsart som först beskrevs av Luisa Eugenia Navas 1919.  Ameropterus gallardoi ingår i släktet Ameropterus och familjen fjärilsländor. Inga underarter finns listade i Catalogue of Life.